# Ibrahim Amadou
Ibrahim Amadou (ur. 6 kwietnia 1993 w Duali) – francuski piłkarz występujący na pozycji pomocnika w FC Metz.